# Megyer
Megyer ist eine ungarische Gemeinde im Kreis Sümeg im Komitat Veszprém. Megyer ist von der Einwohnerzahl die kleinste Gemeinde des Kreises.

## Geografische Lage
Megyer liegt 11,5 Kilometer nordwestlich der Kreisstadt Sümeg am linken Ufer des Flusses Marcal. Die  Nachbargemeinde Rigács befindet sich zwei Kilometer östlich.

## Verkehr
Megyer ist nur über die Nebenstraße Nr. 73169 zu erreichen, ein Kilometer östlich verläuft die Hauptstraße Nr. 84. Der 500 Meter östlich der Gemeinde gelegene Bahnhof Rigács ist angebunden an die Eisenbahnstrecke von Celldömölk nach Zalaegerszeg.